# Le Concile de pierre (roman)
Pour les articles homonymes, voir Le Concile de pierre.
Le Concile de pierre est le troisième roman de Jean-Christophe Grangé paru en août 2000.

## Résumé
Diane Thiberge a adopté un enfant dans un orphelinat en Thaïlande : Lu-Sian, dit Lucien. Sa vie va changer. Des meurtres vont se succéder dans son entourage et Diane se voit obligée de rejoindre la Mongolie et un peuple aux étranges pouvoirs pour enfin découvrir la vérité.

## Éditions
Édition imprimée originale
- Jean-Christophe Grangé, Le Concile de pierre, Paris, éd. Albin Michel, coll. « Spécial suspense », 31 août 2000, 410 p., 23 cm (ISBN 2-226-11649-4, BNF 37119644)

Livres audio
- Jean-Christophe Grangé, Le Concile de pierre, La Roque-sur-Pernes, éd. VDB, 1er juillet 2001 (ISBN 978-2-87821-869-5 et 9782878218701)Narratice : Catherine Alias ; support : 2 coffrets de 3 cassettes audio ; durée : 13 h 50 min environ ; références éditeur : non connues.
- Jean-Christophe Grangé, Le Concile de pierre, Paris, éd. Thélème, 8 juin 2012 (ISBN 978-2-87862-725-1, BNF 43538717)Narrateur : Pierre Tissot ; support : 2 disques compacts audio MP3 ; durée : 15 h environ ; référence éditeur : Éditions Thélème 1031.

Édition au format de poche
- Jean-Christophe Grangé, Le Concile de pierre, Paris, Librairie générale française, coll. « Le Livre de poche » (no 17216), 13 février 2002, 413 p., 18 cm (ISBN 2-253-17216-2, BNF 37718300)

## Œuvres dérivées

### Prologue
À l'initiative du dessinateur Philippe Adamov, Jean-Christophe Grangé a signé le scénario d'une trilogie de bande dessinée constituant le prologue du roman, intitulée La Malédiction de Zener publiée de 2004 à 2009.

### Adaptation
- 2006 : Le Concile de pierre, film français réalisé par Guillaume Nicloux, d'après le roman éponyme, avec Monica Bellucci (Laura Siprien), Elsa Zylberstein (Clarisse) et Catherine Deneuve (Sybille Weber).